# شالوا آخالتسیخه

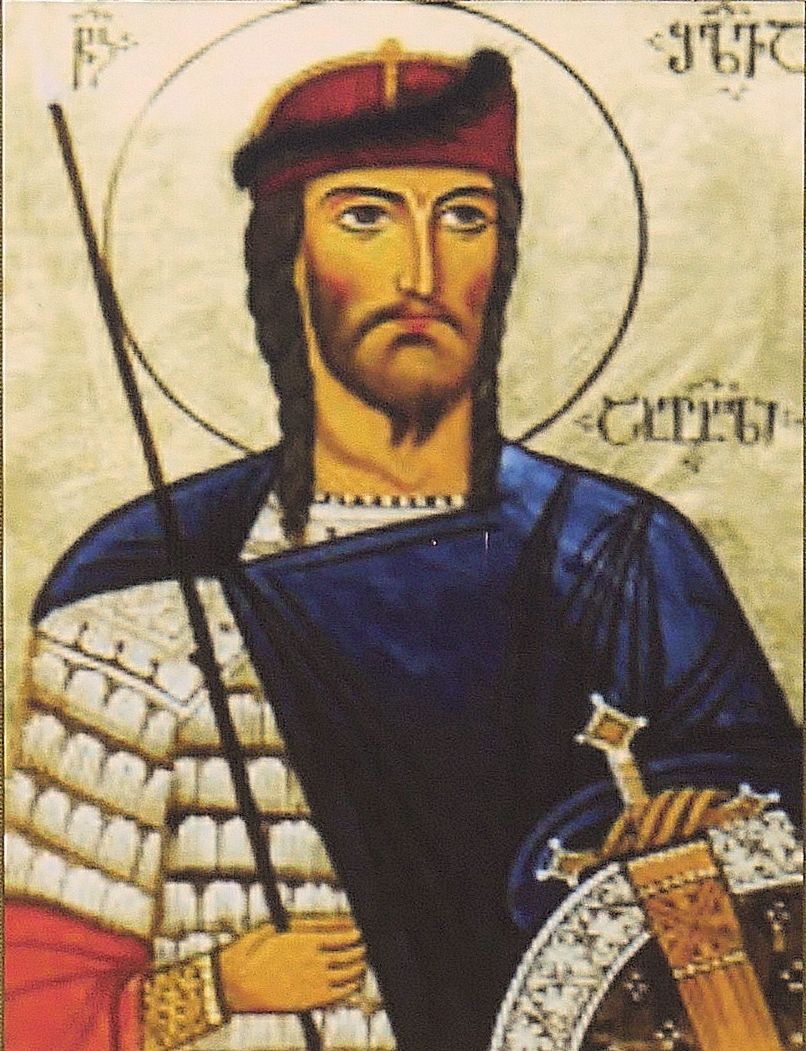
نگاره ای از شالوا آخالتسیخه مرتبط به قرن 13 میلادی

شالوا آخالتسیخه (به گرجی: შალვა თორელი-ახალციხელი)(متولد:؟-مرگ:۱۲۲۷م) از اشراف زادگان خاندان تورلی آخالتسیخه و یکی از فرماندهان نظامی گرجی بود.
او هنگام محاصره قفقاز توسط خوارزمشاهیان به همراه برادرش به پیشقراولی جبهه سپاهیان گرجی منصوب شد. به دلیل پاره‌ای اختلافات ایوان مخارگردزلی به آنان اجازه ورود به نبرد را نداد ولی علی رقم این موضوع هر دو به میدان وارد شدند. ایوانه در هنگام عقب‌نشینی به کوهستان‌ها کشته شد و خود او به دست جلال‌الدین اسیر شد. او به دستور جلال‌الدین و بدلیل عدم پذیرش اسلام کشته شد. کلیسای ارتدکس گرجی بعدها او را در شمار قدیسان می‌آورد.
او یکی از نمادهای میهن پرستی در گرجستان است.